# 科丘比伊夫卡
48°48′5″N 30°7′55″E / 48.80139°N 30.13194°E
科丘比伊夫卡（烏克蘭語：Кочубіївка）是位於烏克蘭中部的村莊，由切爾卡瑟州烏曼區的帕蘭卡市鎮負責管轄。該村面積5.86平方公里，
海拔高度204米，2024年人口615，人口密度每平方公里0.04人。